# 센토쿠촌
센토쿠촌(千徳村)은 이와테현 시모헤이군에 설치되었던 촌이다. 현재의 미야코시에 해당한다.

## 연혁
- 1889년 4월 1일 - 정촌제 시행에 따라 3개 촌이 합병해 새로운 센토쿠촌이 성립하였다.
- 1941년 2월 11일 - 미야코정·소케이촌·야마구치촌과 합병해 미야코시가 되었다.

## 교통

### 철도
- 철도성 
  - 야마다선 센토쿠역